# Phromnia rosea
Phromnia rosea es una especie de fulgoromorfo de la familia Flatidae. Habita en bosques tropicales secos de Madagascar. Los insectos adultos son gregarios, los grupos se orientan de forma tal que se asemejan a una espiga floral.
Los adultos tienen amplias alas rosadas las cuales pliegan en sentido vertical asemejando una tienda de campaña, y escondiendo todo su cuerpo. Las ninfas no tienen alas, pero se pueden desplazar, y en su defensa están recubiertas de una cera blanca fina, con una pluma de zarcillos cerosos. Al igual que otros insectos de esta familia, tanto adultos como ninfas se alimentan dañando la corteza con sus partes bucales y succionando la savia del floema. Los adultos son móviles, y pueden saltar si se les molesta.

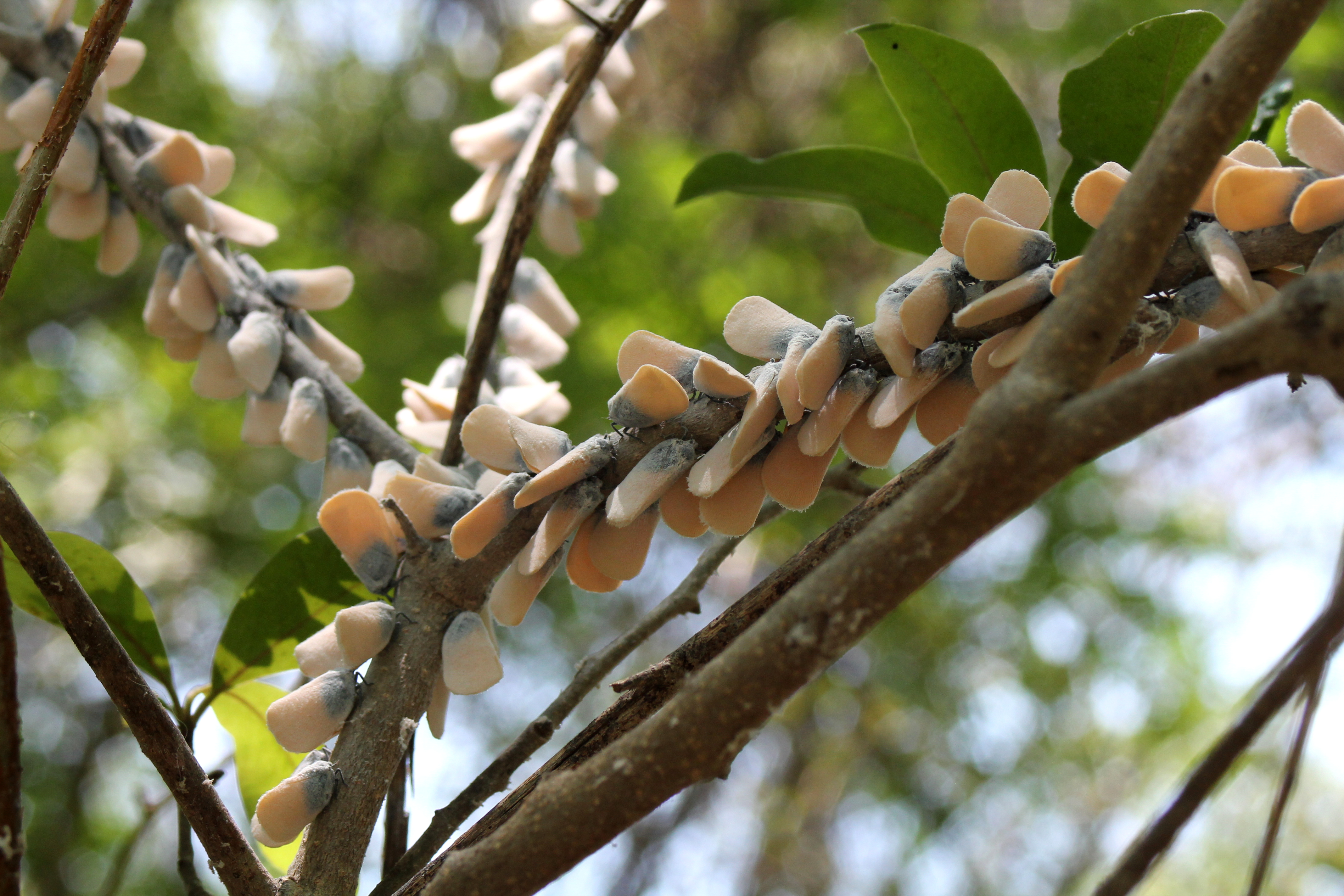
Grupo de adultos de P. rosea que se asemejan a espigas de flores

Phromnia rosea se alimenta de la liana Elachyptera minimiflora. Las ninfas producen grandes cantidades de  ligamaza y el ave cuco, cúa de Coquerel (Coua coquereli), se alimenta del mismo.